# نهر ماكنزي

نهر ماكنزي بالإنجليزية (Mackenzie River): هو رافد موسمي لنهر فيتزروي Fitzroy في كوينزلاند بأستراليا, تم انشاؤه نتيجة التقاء نهر كوميت مع نهر نوغوا Nogoa المتدفقان من منطقة بوسط كوينزلاند, طوله 275 كم ومساحة حوضه 12992كم2, أُكتشف هذا النهر عام 1844 من قبل لودفيغ Ludwig المستكشف الألماني الذي اكتشف العديد من مناطق كوينزلاند والمقاطعة الشمالية, الروافد الأساسية لنهر ماكنزي هم نهر اسحاق Isaac ونهر كونورز Connors وجدول فانيل (القمع)Funnel.